# The Nature Script
The Nature Script är det tredje fullängdsalbumet av den svenske musikern Martin Rubashov. Det gavs ut av Despotz Records 5 december 2018. Albumet innehåller tolv spår varav fem tidigare släppts som EP:n Antler och fyra även getts ut på EP:n Hunter. Dessutom ingår den tre nya låtarna Illuminature, Shadows in the Water samt det instrumentella gitarrstycket Sarv.
Videon till låten Eternal premiärspelades på Gaffa 10 oktober 2018. I ett samarbete med organisationen Smart Klimat planteras ett träd i Zambia för varje sålt exemplar av The Nature Script.

## Låtlista
1. Illuminature
2. Muddy Mountain King
3. The Running River
4. Black Elk (med Anders Fridén på gästsång)
5. Eyes Shut
6. The Great Wild Silence
7. Shadows in the Water
8. Wantage Point'
9. The First Fire
10. Sarv
11. Eternal
12. Huntsman
13. Feathered Heart

## Medverkande

### Musiker
- Martin Rubashov - sång, akustisk gitarr, sitar, saz
- Christer ‘Muttis’ Björklund - trummor på Eternal och Huntsman
- Pelle Åkerlund - trummor på Vantage Point
- Daniel Lindblom - bas
- Ubbe Hed - bas på The First Fire

### Övrig medverkan
- Daniel Lindblom- producent
- Pontus Frisk - mixning
- Niklas Brodd - omslag